# Hof van Aken
Het Hof van Aken (Cour d'Aix) is een historische boerderij, gelegen aan Rue de la Vouée Juetta 43 te Richelle.
De hoeve dateert oorspronkelijk van 1575 en diende aanvankelijk tot 1745 als gerechtshof voor het Land van Herve, waartoe zich in het gebouw een gerechtskamer bevond. Richelle was via het graafschap Dalhem en het hertogdom Limburg afhankelijk van het Onze-Lieve-Vrouwekapittel te Aken. De bisschop van Aken benoemde de rechters. In de gerechtskamer is nog stucwerk uit die tijd te vinden.
Het is een om een vierkante binnenplaats gegroepeerd complex. Er is een gevelsteen met het jaartal 1575 en boven de toegangspoort vindt men het jaartal 1671. De grote schuur dateert van 1717. De familie Van Zuylen, kasteelheren van het Kasteel van Argenteau, verwierven de hoeve in 1903 als hun bezit en verkochten dit in 1985.
De hoeve werd in 2001 gerestaureerd en doet tegenwoordig dienst als vakantieverblijf.